# Дубове Листя (пластовий курінь)
Курінь «Дубове Листя» — мішаний підготовчий пластовий курінь УСП імені Святого Рівноапостольного князя Володимира Великого.

## Історія куреня

### 13 курінь ім. Володимира Великого
Восени 1926 одним із студентів першокурсників Греко-католицької Духовної Семінарії у Львові було ініційовано створення старшопластунського куреня при навчальному закладі. Варто зауважити, що на той час чи не кожен другий семінарист мав стосунок до Пласту. Попри прихильне ставлення ректора семінарії Йосипа Сліпого до організації, після багатьох зусиль створити курінь із числа студентів-пластунів при семінарії офіційно Йосип Сліпий, з багатьох причин, дозволу так і не дав. Так, восени 1929 р., після всіх безуспішних спроб заснувати, за дозволом о. Ректора пластовий курінь, було вирішено піти на незвичайний крок — зорганізувати таємний старшопластунський курінь в Духовній Семінарії. Проф. Северин Левицький не заперечив такого рішення.
Новий курінь названо «ім. Св. Володимира Великого» та отримав число «13», що студенти радо прийняли. Курінь налічував понад 50 пластунів. Нелегальність куреня при семінарії та складне положення Пласту загалом не дозволяло проводити активної відкритої діяльності, тому курінь діяв в умовах конспірації і кожен з куреня понад усе зберігав «пластову тайну». Курінним XIII куреня було іменовано Івана Гриньоха. Попри активну діяльність та успішно проведений табір, в 1930 році курінь припинив своє існування, після того як Йосип Сліпий дізнався про існування Пласту в стінах семінарії. о. Іван Гриньох так закінчує свої спомини: «Восени цього ж 1930 року перестав існувати в Богословській Академії пластовий курінь. Не перестали існувати українські пластуни».
Того ж року став членом куреня «Лісові Чорти».

### Повоєнний період
Після утворення в 1948 році 13 куреня УПС «Дубова Кора» постала потреба у нових прихильниках. Так, у 1949 як приріст до ДК було утворено мішаний гурток «Дубове Листя», мав значну кількість членів, однак, до самостійного куреня УСП він не виріс, більшість стали членами Дубової Кори та роз᾿їхалися по цілому світу продовжуючи пластову діяльність.

### Сьогодення
У 2009 році в м. Житомирі група ініціативних пластунів вирішила відновити Дубове Листя. 13 січня 2013 року курінь «Дубове Листя» відновив свою діяльність офіційно.

### Діяльність
Курінь працює на засадах традиційного чмолівського пластування та відстоює традиційні цінності Пласту. Курінь спеціалізується на розвитку УСП, практичного пластування, самозарадності та популяризації історії та традицій українського народу. Учасники вишколів Дубового Листя охарактеризували діяльність як «чар юнацького пластування в старшопластунстві». Куренем проводиться ряд вишколів та заходів відповідно до спеціалізації.
Традиційно проводяться:
- вишкіл практичного та військового пластування «Слід»[3][4].
- історико-краєзнавча мандрівка «Трикутник смерті»[5]
- акція «Базар21»[6]
- іделогічний вишкіл «Крин»

та інші.